# فرودگاه آبی کملوپس
فرودگاه آبی کملوپس (به انگلیسی: Kamloops Water Aerodrome) یک فرودگاه همگانی است که یک باند فرود آب دارد. این فرودگاه در کشور کانادا قرار دارد و در ارتفاع ۳۴۴ متری از سطح دریا واقع شده است.